# 4212-es busz
A 4212-es jelzésű autóbuszvonal helyközi autóbusz-járat Nyíregyháza és Ibrány között, Nyíregyháza-Nyírszőlős városrészen keresztül, Nagyhalászt elkerülve, melyet a Volánbusz Zrt. lát el. A Nyírvidéki Kisvasút forgalmának megszűnése után indult az első járat a viszonylaton 2009-ben, azóta meghatározóvá vált Ibrány közlekedésében.

## Közlekedése
A járat Szabolcs-Szatmár-Bereg vármegye székhelyét, Nyíregyházát köti össze Ibránnyal, az Ibrányi járás székhelyével, a Rétköz legnagyobb és legnépesebb településével és központjával. Az Ibrányt úgyszintén érintő 4200-as busz sűrűbb közlekedése ellenére is fontos szerepet tölt be Ibrány közlekedésében, mivel Nyíregyháza és Ibrány között gyorsabb kapcsolatot biztosít, valamint a város egyes részeit csak ez a vonal érinti teljes üzemidőben.

## Megállóhelyei
| 0  | Nyíregyháza, autóbusz-állomás végállomás                 | 17 | 1, 1A, 2, 2Y, 3, 4, 4Y, 6, 16, 24, 40, H31, H31X, H31Y, H32, H33, H35, H40, H40L 1059, 1341, 1369, 1370, 1424, 1426, 1427, 1446, 1449, 3881, 3887, 4200, 4201, 4202, 4203, 4205, 4206, 4207, 4208, 4209, 4210, 4211, 4213, 4214, 4215, 4216, 4217, 4218, 4219, 4220, 4221, 4222, 4224, 4225, 4231, 4232, 4233, 4234, 4235, 4236, 4237, 4238, 4239, 4240, 4243, 4253, 4303, 4304 |
| 1  | Nyíregyháza, Mező utca 5.(↓) Nyíregyháza, konzervgyár(↑) | 16 | 1, 1A, 2, 2Y, 4, 4Y, 12, 14, 14F, H32, H40 1341, 1370, 1424, 4200, 4201, 4202, 4203, 4205, 4206, 4214, 4233, 4234, 4236, 4239, 4240 |
| 2  | Nyíregyháza, Kossuth utca 9.                             | 15 | 8, 8A, 13 4200, 4201, 4202, 4203, 4213, 4214 |
| 3  | Nyíregyháza, Hímes utca                                  | 14 | 10, 10J |
| 4  | Nyíregyháza, Egyetem „C” épület                          | 13 | 5, 8, 8A, 12, 13, 15, 19 4201, 4202, 4203, 4214 |
| 5  | Nyíregyháza, Szegély utca                                | 12 | 10, 10J |
| 6  | Nyíregyháza, Nyírszőlősi elágazás                        | 11 | 10, 10J |
| 7  | Ibrány, Kertváros                                        | 10 | |
| 8  | Ibrány, Kertváros, alsó                                  | 9  | |
| 9  | Ibrány, Kossuth utca 97.                                 | 8  | 4200 |
| 10 | Ibrány, bolt                                             | 7  | 4200 |
| 11 | Ibrány, kertvárosi elágazás                              | 6  | 4200, 4201, 4246 |
| 12 | Ibrány, cukrászda                                        | 5  | 4200, 4201, 4203, 4246 |
| 13 | Ibrány, iskola                                           | 4  | 4200, 4201, 4203, 4246 |
| 14 | Ibrány, városháza                                        | 3  | 4200, 4201, 4203, 4246 |
| 15 | Ibrány, nagyerdői elágazás                               | 2  | 4200, 4201, 4203, 4246 |
| 16 | Ibrány, Zrínyi Ilona utca 46.                            | 1  | 4200, 4201, 4203, 4246 |
| 17 | Ibrány, Egészségügyi központ                             | 0  | 4200, 4201, 4203, 4214, 4246 |